# 700
Cette page concerne l'année 700  du calendrier julien. Pour l'année 700 av. J.-C., voir 700 av. J.-C. Pour le nombre 700, voir 700 (nombre).
L'année 700 est une année séculaire et une année bissextile qui commence un jeudi.

## Événements
- Début du règne de Narasimhavarman II (en) (Râjasimha), roi des Pallava de Kanchi en Inde (fin en 730). Il marque l’abandon de l’architecture rupestre par les Pallava au profit des constructions en granite (Temple du Rivage de Mamallapuram, temple de Kailâsanâtha à Kanchipuram, temple de Vaikunthaperumal (en)).
- Campagne de l'empire turc Tujue en Sogdiane (700-701)[1].
- Grimoald II, fils de Pépin II devient maire du palais de Neustrie-Bourgogne[2].
- L'arabe devient la langue officielle de l'administration en Égypte et en Syrie[3].

## Décès en 700
- Février : Muhammad ibn al-Hanafiya, fils de `Ali, à Médine[4]. Sa mort marque l’arrêt provisoire de l’agitation chiite.
- Wulmar, fondateur, selon la légende chrétienne, de Eecke.
- Cunipert, roi des Lombards.